# 新埃斯帕爾塔 (薩爾瓦多)

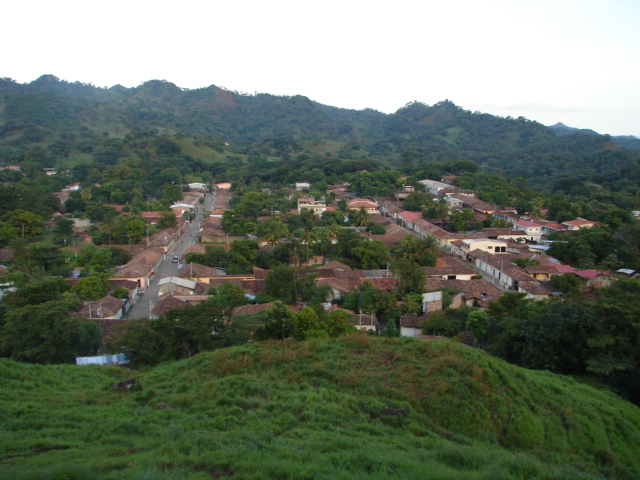

新埃斯帕爾塔（西班牙語：Nueva Esparta），是薩爾瓦多的城鎮，位於該國東部，由拉烏尼翁省負責管轄，面積86.16平方公里，海拔高度225米，2007年人口9,637，人口密度每平方公里111.85人。